# オープン・ユア・アイズ (雑誌)
オープン・ユア・アイズ（Open Your Eyes）は米国のラテン系男性向け雑誌。娯楽、スポーツ、自動車、運動、肉体関係などの記事を載せる。